# Pseudodacryodes leonardiana
Pseudodacryodes leonardiana är en tvåhjärtbladig växtart som beskrevs av R. Pierlot. Pseudodacryodes leonardiana ingår i släktet Pseudodacryodes och familjen Burseraceae. Inga underarter finns listade i Catalogue of Life.